# Бульвар Штефан чел Маре ші Сфинт (Кишинів)
Бульвар Штефан чел Маре ші Сфинт(рум. Bulevardul Ștefan cel Mare și Sfânt «Бульвар Штефана Великого та Святого») знаходиться в центральному секторі міста Кишинева. Розташований між площею Свободи та площею Дімітріє Кантеміра, має довжину 3,8 км і є найважливішою міською магістраллю, головною віссю Кишинева, уздовж якої з часом розташовувалися найважливіші життєві об'єкти, соціальні, політичні, економічні та культурні. , необхідного для виконання його функції як міста проживання області, потім як столиці губернаторства та республіки.

## Історія
На початку століття XIX там же була Мільйонна вулиця, з 1840-х рр. до 1877 р. називалася Московська вулиця, потім Олександрівська вулиця (1877—1924), буд. Олександр Добрий (1924—1944). У 1931 році бульвар розділили на два: від площі Свободи (південний кінець вулиці) до вулиці Вірменської він зберіг назву «Александру чел Бун», а від вулиці Вірменської до кінця, де знаходився Військовий шпиталь, називався бд. . Король Карол II. У 1944—1952 роках вулиця носила назву на честь Володимира Ілліча Леніна, після чого була переоголошена бульваром і зберігала свою назву до 1990 року.

## Проспект Штефан чел Маре у наші дні

### Державні установи

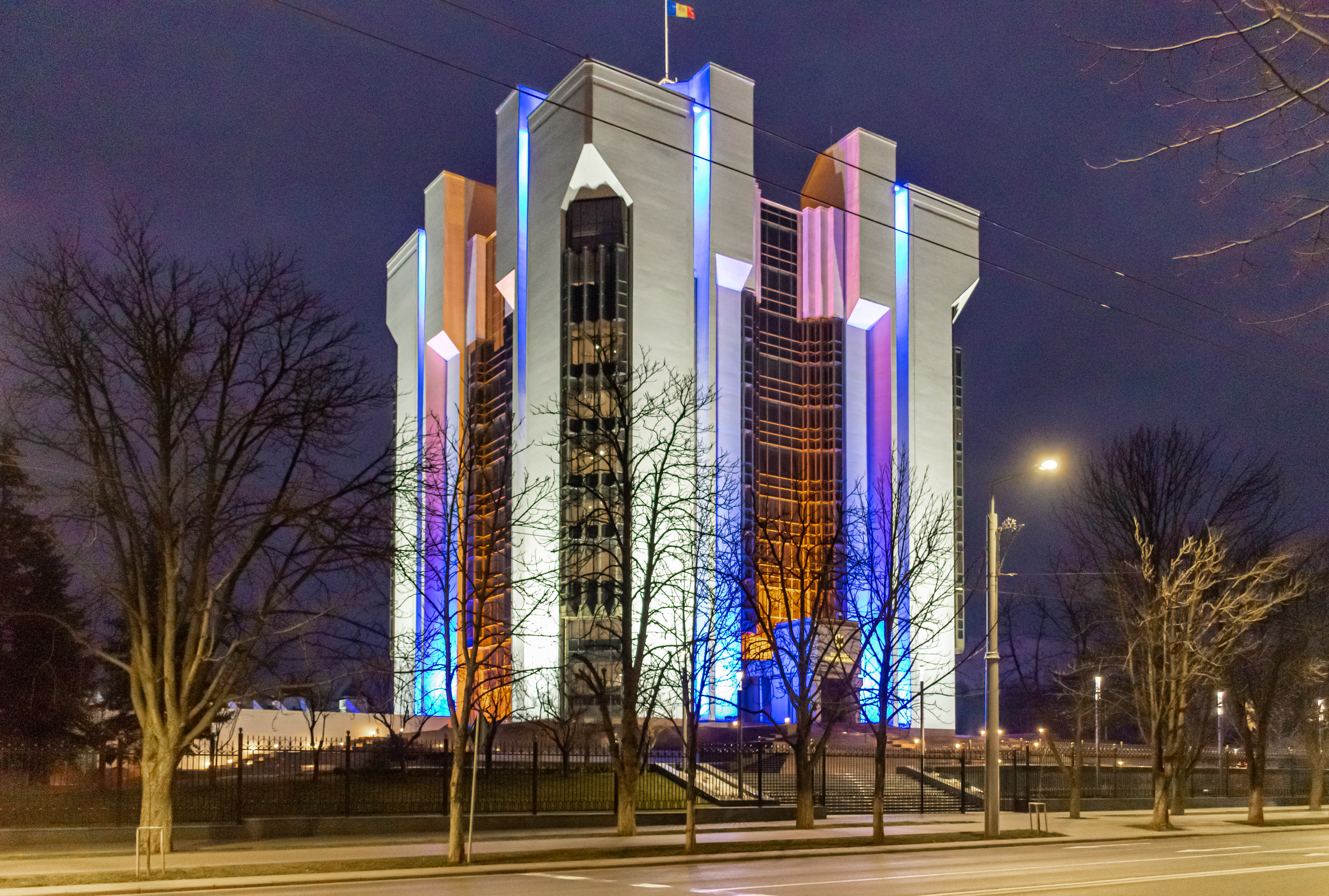
Президентський палац

Президентський палац (проспект Штефан чел Маре, 154; збудований у 1990 році, архітектор Ю. Туманян);
Будівля Парламенту (проспект Штефан чел Маре, 105; збудовано у 1976 році, архітектори А. Черданцев та Г. Босенко);
Міська Примарія (проспект Штефан чел Маре, 83; побудована в 1902 році, архітектори М. Елладі та А. Бернардацці);
Будинок уряду Республіки Молдова (Площа Національних Зборів, 1; архітектор С. Фрідлін, 1964);
Будівля Міністерства внутрішніх справ (проспект Штефан чел Маре, 75).

### Дипломатичні представництва
Посольство Російської Федерації у Республіці Молдова (проспект Штефан чел Маре, 153);

Посольство Угорщини в Республіці Молдова (проспект Штефан чел Маре, 131).

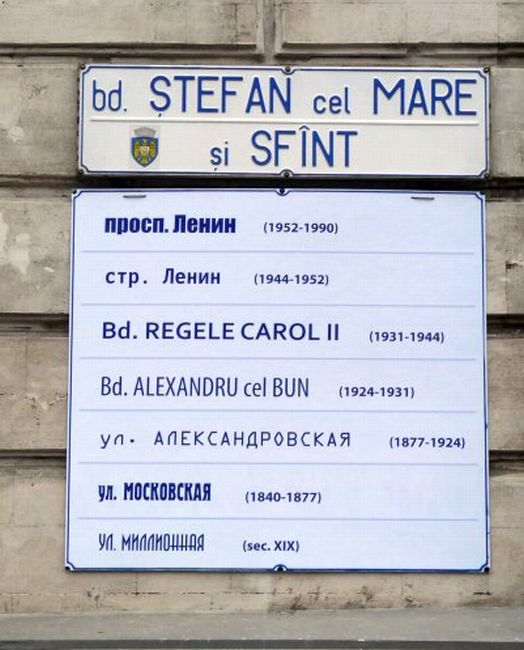
Табличка з історією імен бульвар Штефан чел Маре та Сфант у Кишиневі. Оскільки дошка була встановлена незаконно, місцева влада невдовзі її зняла.

### Навчальні заклади

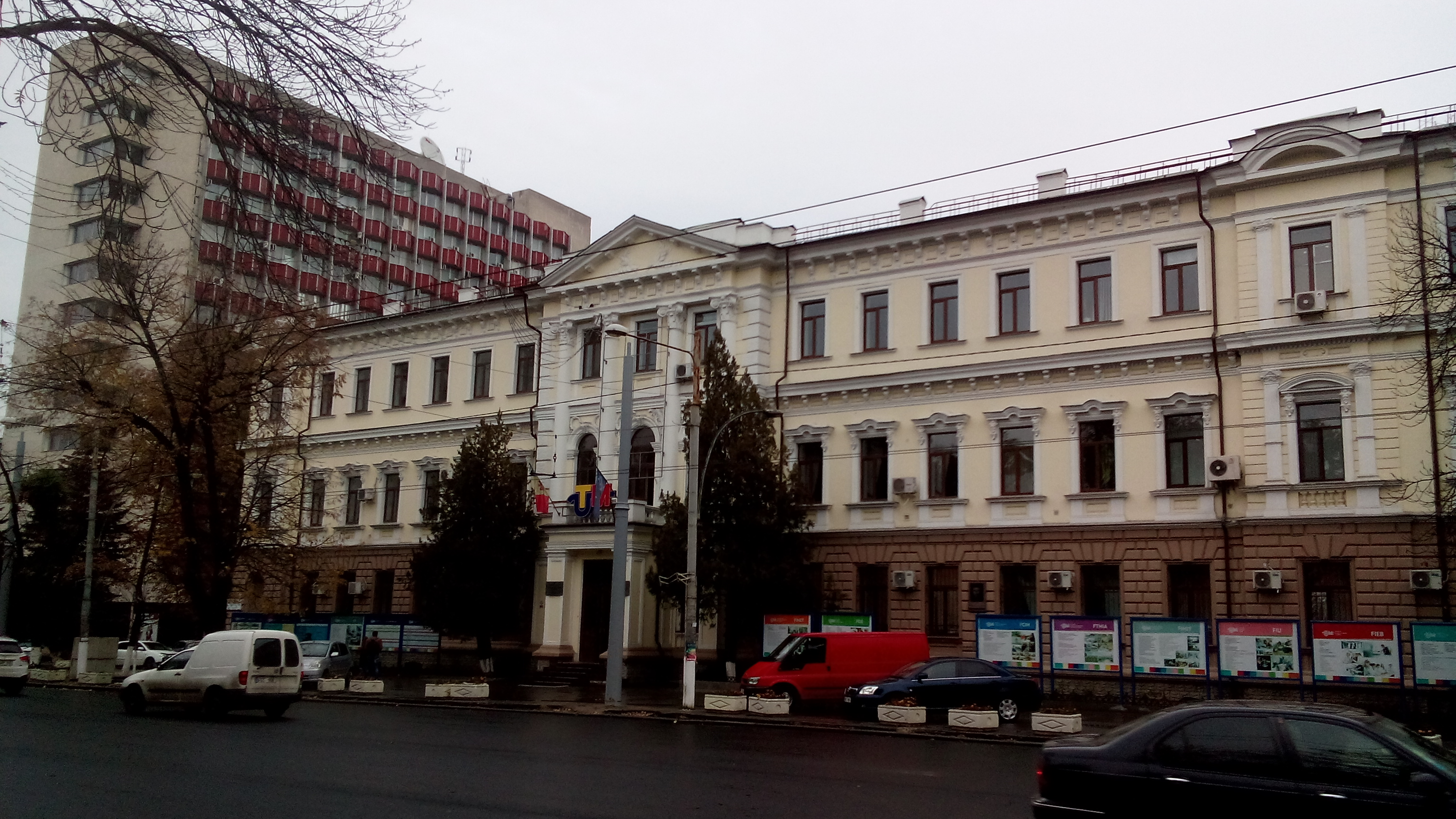
Технічний університет Молдови

Технічний університет Молдови (проспект Штефан чел Маре, 168);
Медичний університет «Н. Тестиміціану» (проспект Штефан чел Маре, 165). Будівля є пам'яткою архітектури початку XX століття (архітектор Михайло Чекеруль-Куш, 1905). Спочатку було збудовано як військовий лазарет. 1950 року сюди було переведено організований 1945 року Медичний інститут.

### Наукові установи
Академія наук Молдови. Розташована на початку вулиці (проспект Штефан чел Маре, 1). Збудована у п'ятдесяті роки архітектором Валентином Медником. Після розпаду СРСР будинок був реконструйований і перефарбований, з нього було збито радянську символіку та встановлено нову емблему АНМ.

### Установи зв'язку
Головпоштамт. Ззнаходиться на розі проспекту Штефан чел Маре та вулиці Влайку Пыркєлаб (проспект Штефан чел Маре, 134; архітектор Валентин Медник).
Центральний офіс «MOLDTELECOM» (проспект Штефан чел Маре, 12; збудовано у 1980-ті роки).

### Визначні пам'ятки

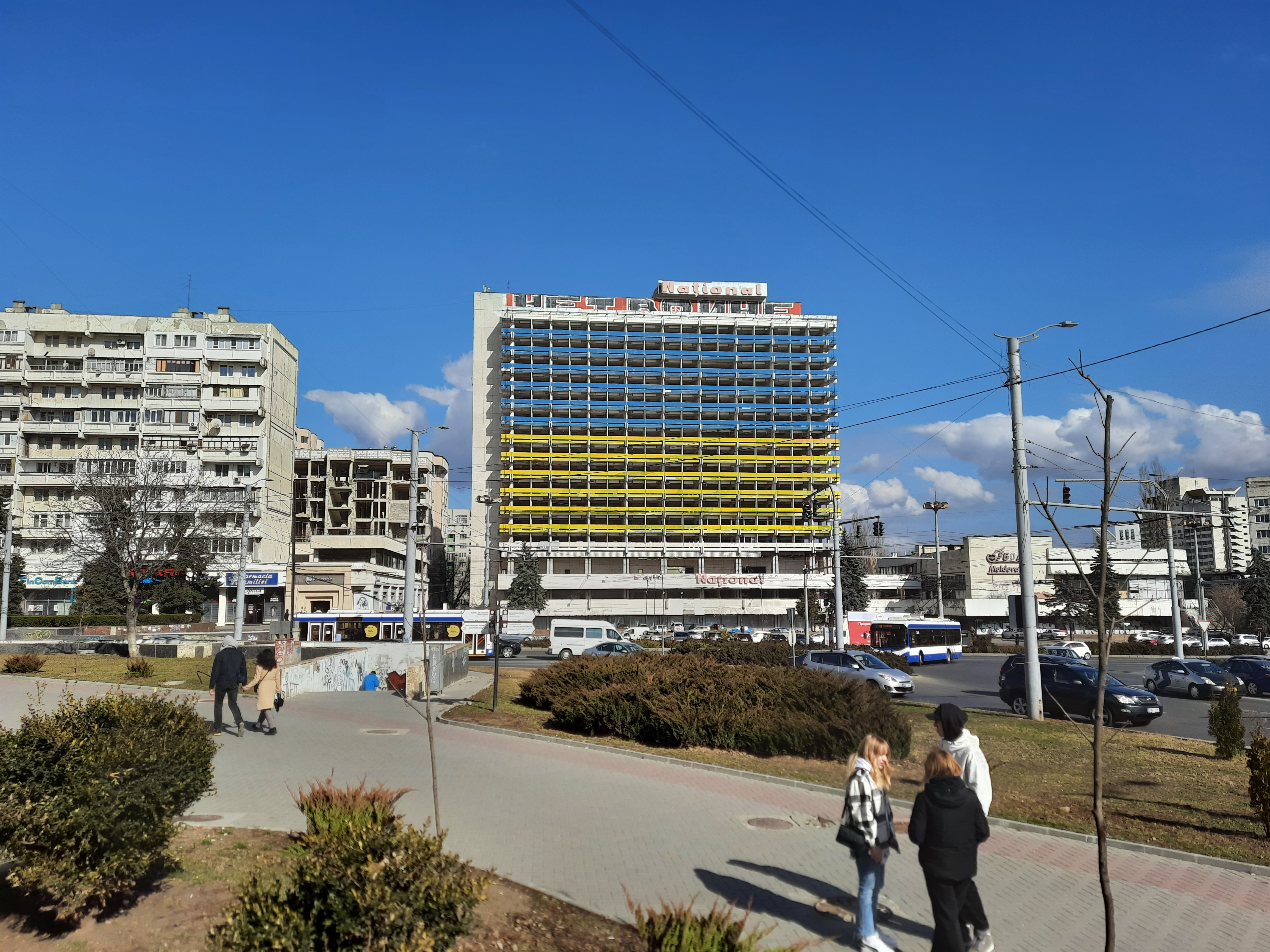
Готель «Національ»

#### Готель «Національ»
Одна з будівель сучасної архітектури (проспект Штефан чел Маре, 4; архітектори В. Шалагінов та А. Горбунцов, 1978 рік). Є сімнадцятиповерховою будівлею прямокутної форми. У складі комплексу будівель готелю було збудовано будинок ресторану, округлений з однієї зі сторін і пов'язаний з основним корпусом готелю переходом. Спочатку називалася готелем «Інтурист». Вважалася одним із найпрестижніших готелів Кишинева, в ній був досить високий рівень сервісу.

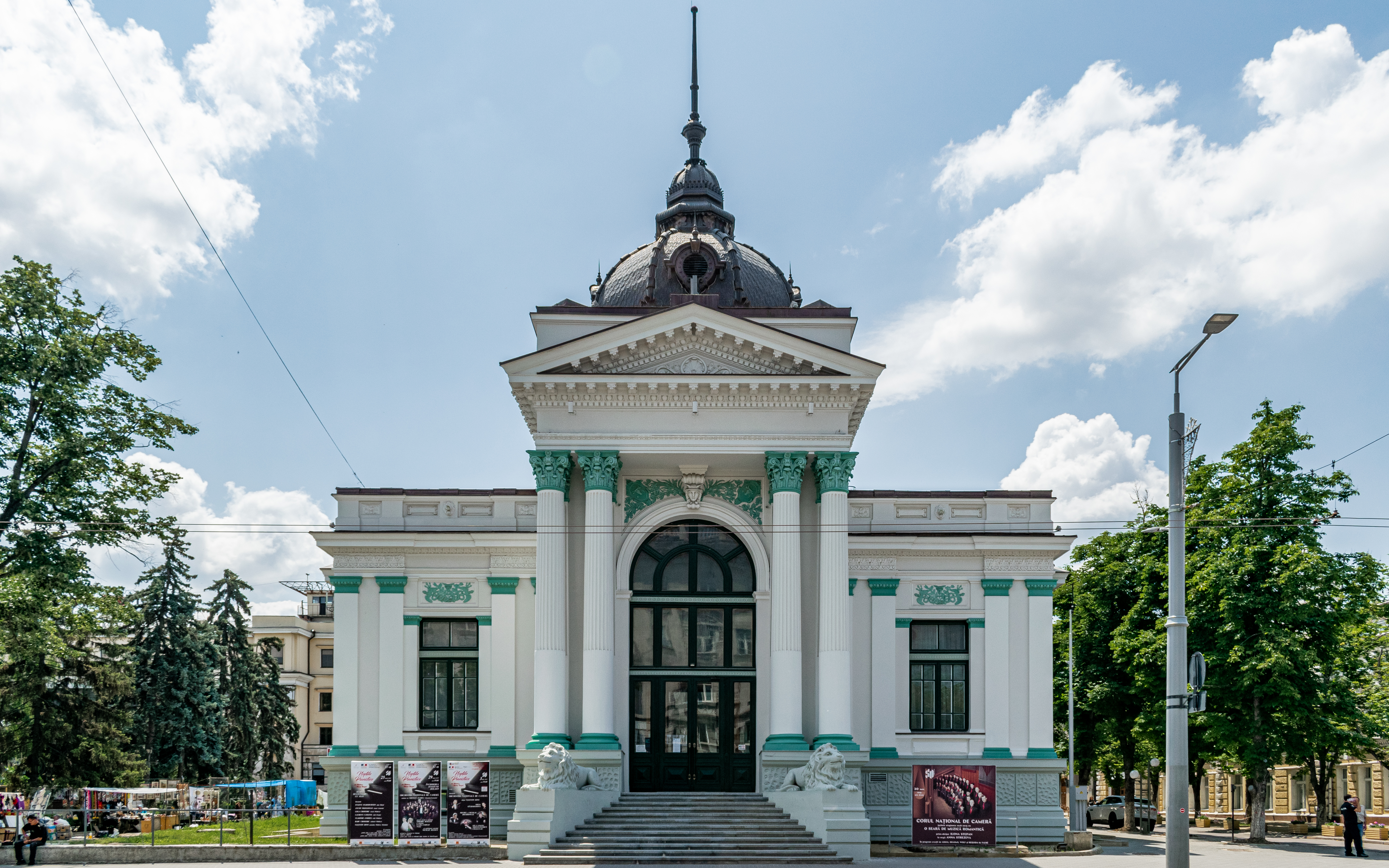
Органна зала

#### Органна зала
Концертний зал (проспект Штефан чел Маре, 81; побудований за проектом інженера Михайла Чекеруль-Куша, 1911). Спочатку в цій будівлі розташовувався Міський банк (пізніше Держбанк СРСР). З ініціативи Першого секретаря Компартії МРСР Івана Бодюла будівля була реконструйована, 1978 року в ній відкрився концертний зал на 555 місць. У залі встановлено єдиний у Молдові орган виробництва чехословацької фірми «Рігер Клос». Наразі у будівлі проходять концерти камерної, органної та симфонічної музики, музичні фестивалі та художні виставки.

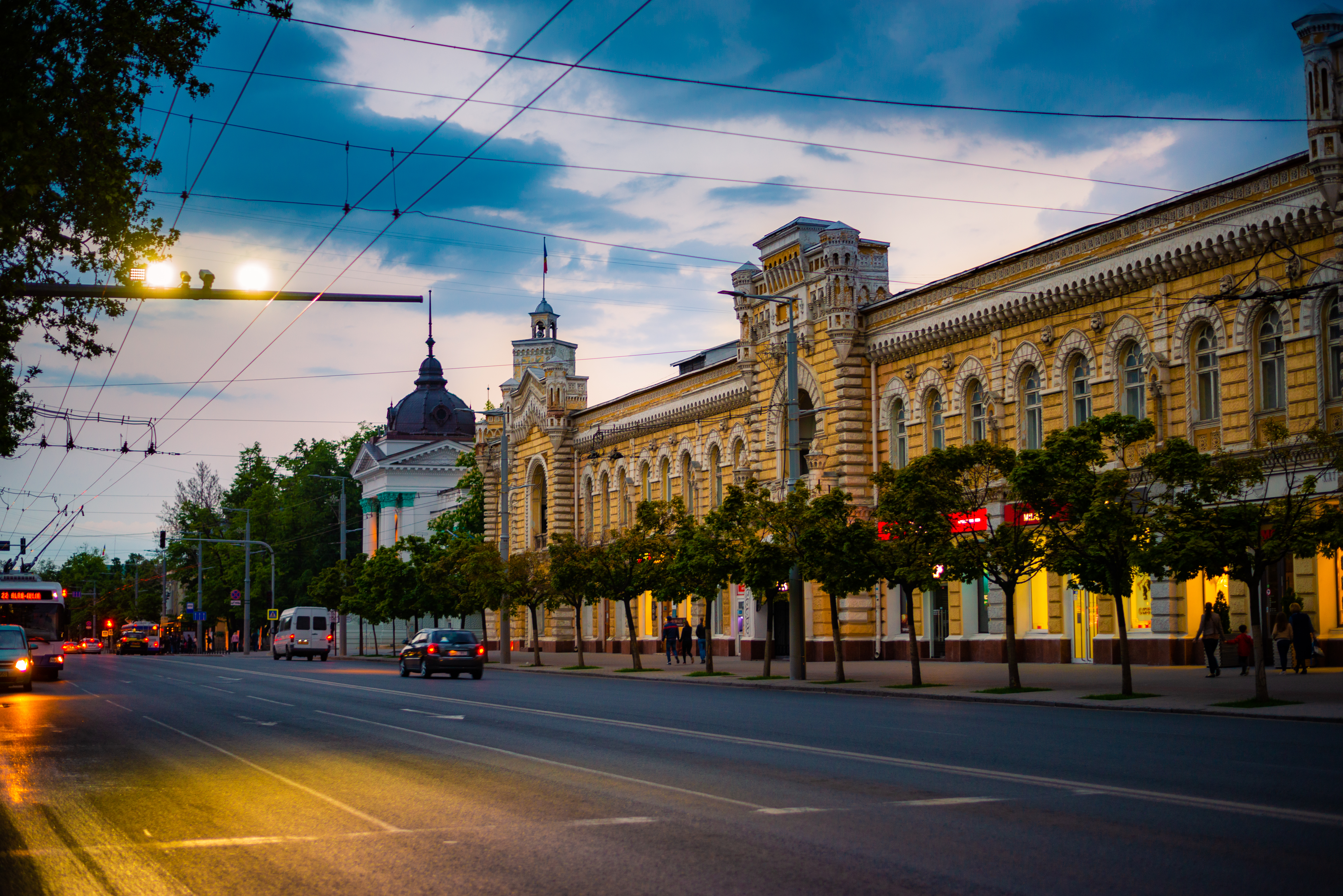
Будівля Міської управи

#### Будівля Міської управи (ратуша)
Будівлю збудовано в 1902 році архітекторами М. Елладі та А. Бернардацці, на честь Бернардацці на стіні будівлі висить меморіальна дошка. В даний час в цьому будинку розташувалися Примарія Кишинева, а також кілька магазинів. Будівля двоповерхова, збудована у формі літери «Г». Вхід розташований із кута будівлі. Над входом розташована вежа з годинником, виконана в стилі венеціанської готики.

#### Тріумфальна арка

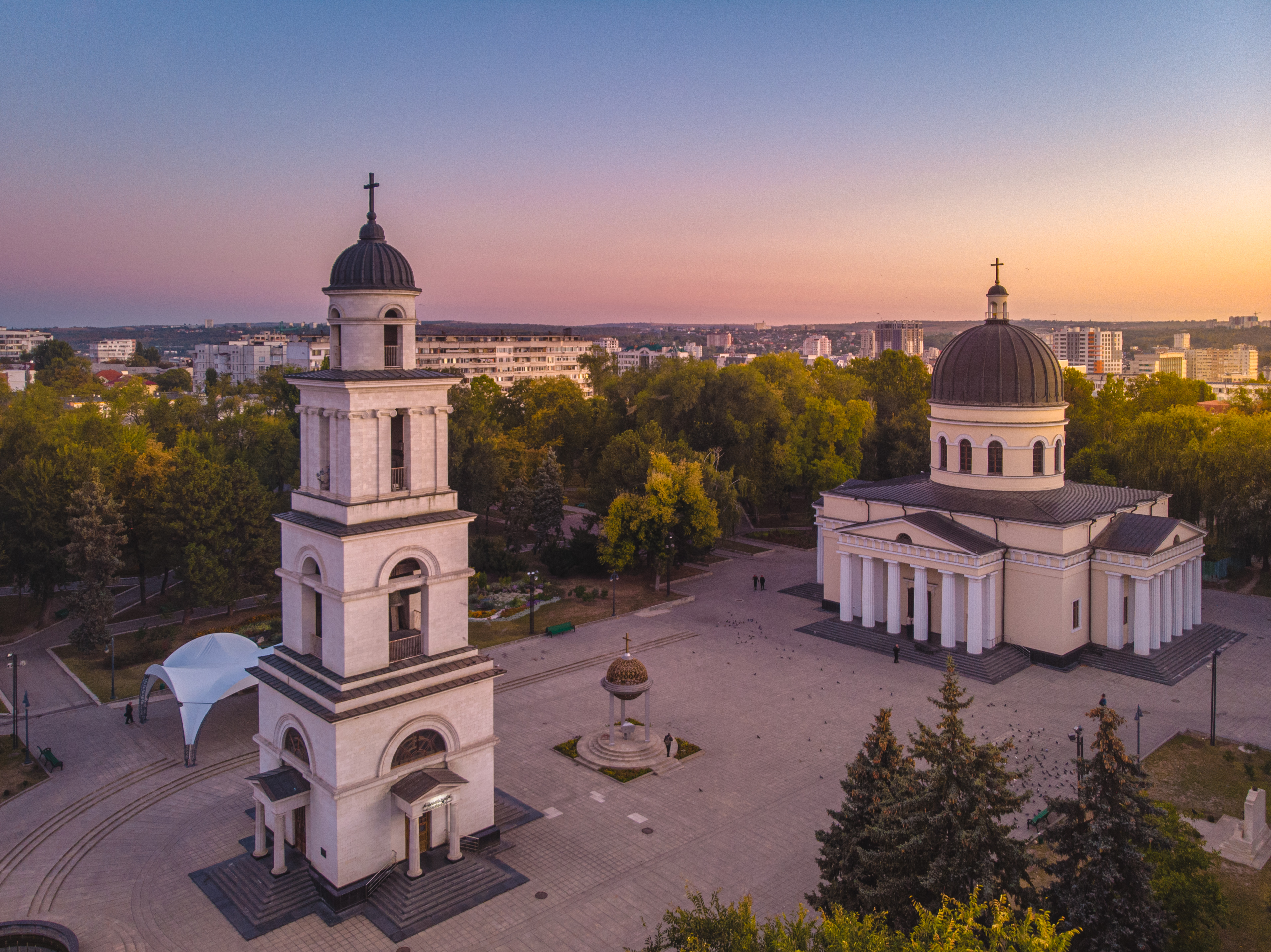
Кафедральний собор

Пам'ятка архітектури XIX ст. Була збудована архітектором Л. Заушкевичем у 1840 році на честь перемоги у Російсько-турецьких війнах.

#### Кафедральний собор
Кафедральний собор (Собор Різдва Христового) був побудований з ініціативи Митрополита Бенулеску-Бодоні в 1836 архітектором Авраамом Мельниковим, також була побудована і дзвіниця. Собор споруджений у стилі російського класицизму. Будинок центричний, з чотирма портиками по шість колон на фасадах будівлі. Храм увінчує великий купол на круглому барабані, який прорізаний вісьмома великими світловими вікнами. У 1962 році за розпорядженням адміністрації міста було підірвано дзвіницю. Будівлю храму було перетворено на Виставковий зал Міністерства культури МРСР. 1989 року знову передано церкві. У 1997 році дзвіницю було відновлено.

### Пам'ятники

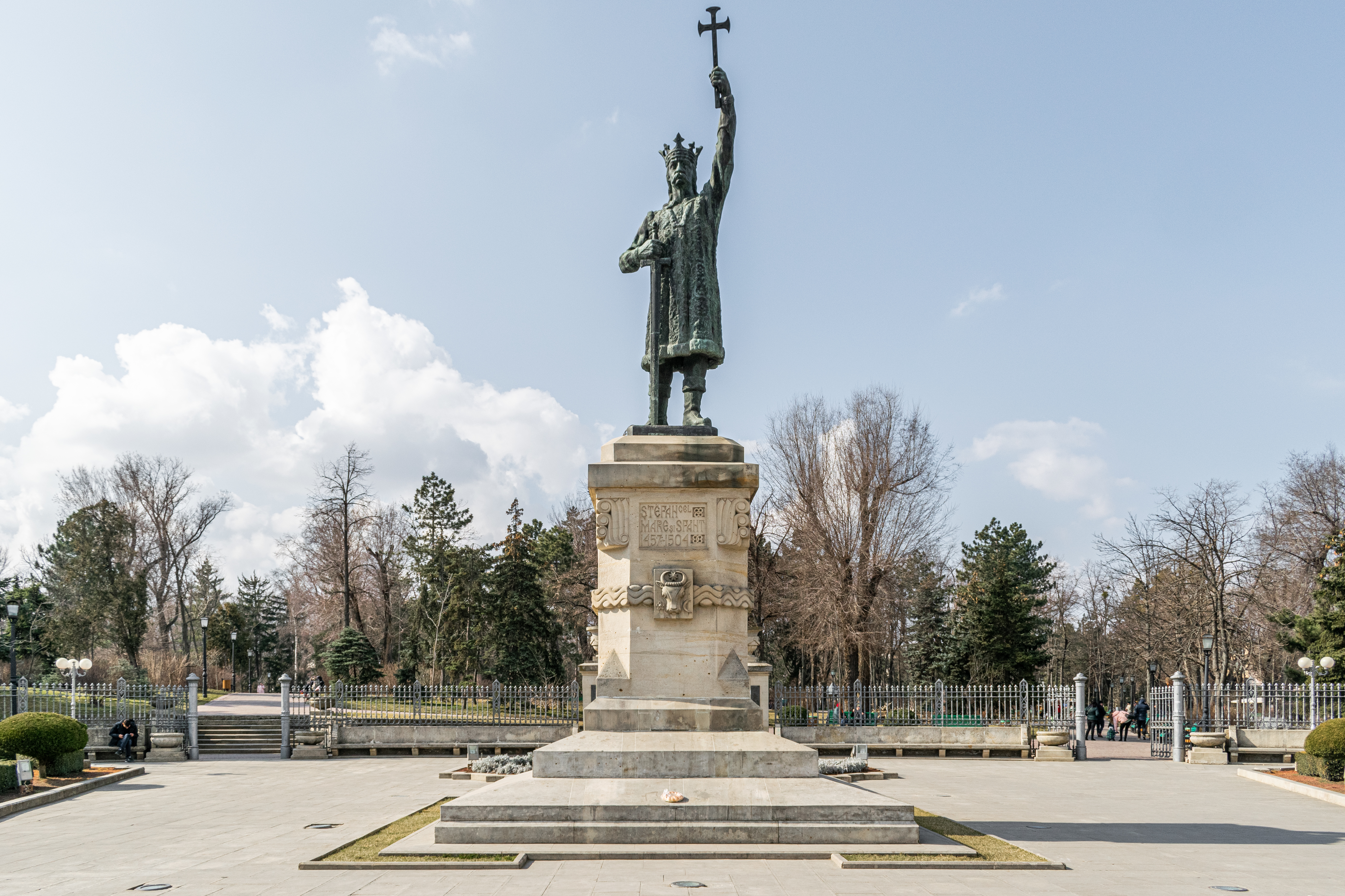
Пам'ятник Стефану Великому

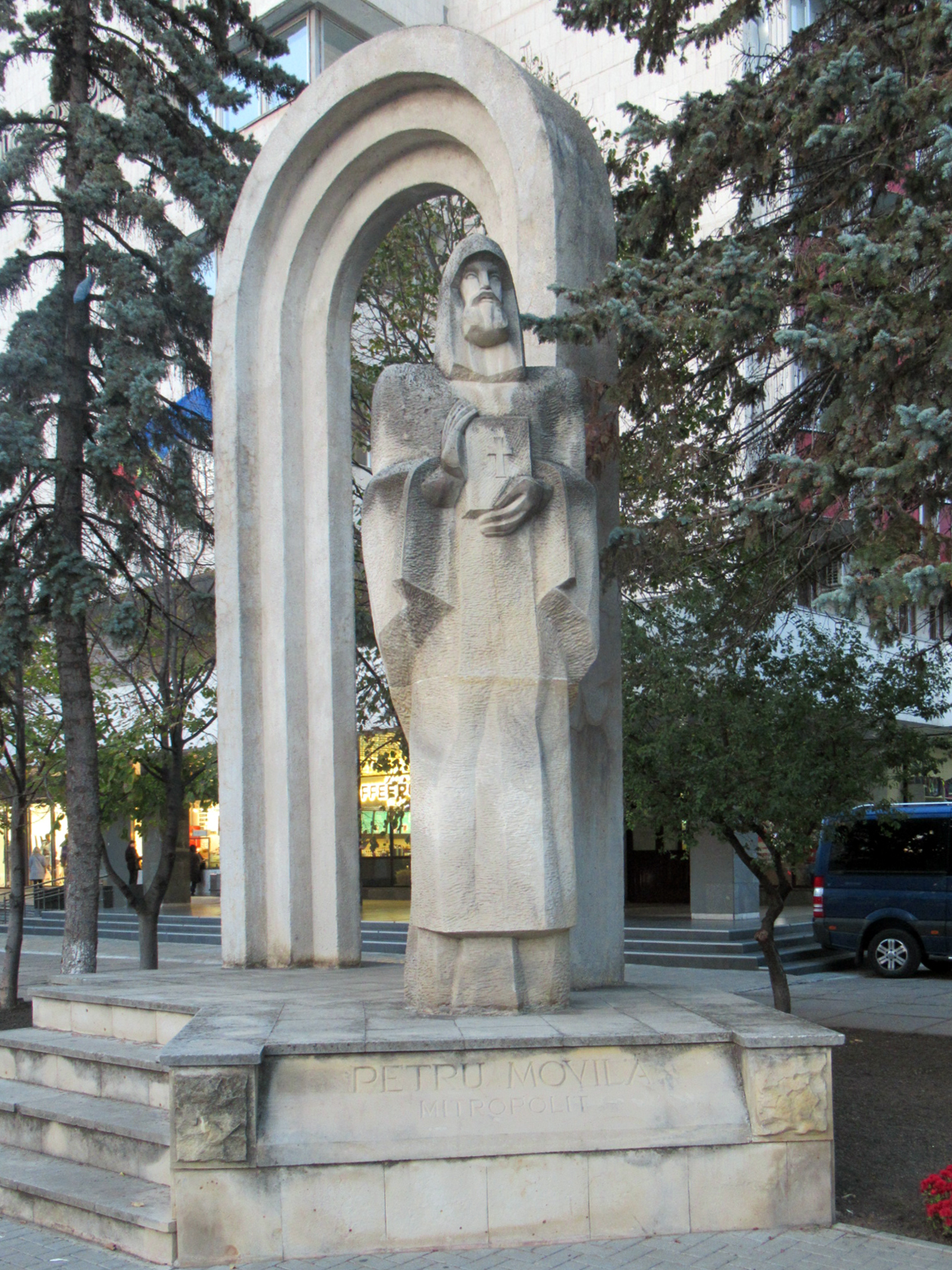
пам'ятник Петру Могилі, 1996

Пам'ятник Стефану Великому (на розі вулиці Бенулеску-Бодоні та проспекту Штефан чел Маре) — символ столиці Молдови (1928 рік, скульптор Олександр Племедяле).
Монумент визволителям від фашистської окупації (знаходиться в центрі площі на розі бульвару Негруці та проспекту Штефан чел Маре, навпроти Академії наук Республіки Молдова).
Пам'ятник «На згадку про жертви радянської окупації та тоталітарного комуністичного режиму» (встановлений у самому центрі Кишинева, навпроти Тріумфальної арки).

### Театри

#### Національний театр опери та балету Республіки Молдова
Будівлю вирішено у сучасному архітектурному стилі (проспект Штефан чел Маре, 152; архітектори Н. Курінної, А. Горшков, скульптори В. Новіков, Н. Сажина, Б. Дубровін, Г. Дубровіна, 1980 рік). У театрі, крім оперних та балетних вистав, регулярно проводяться різноманітні концерти та фестивалі.

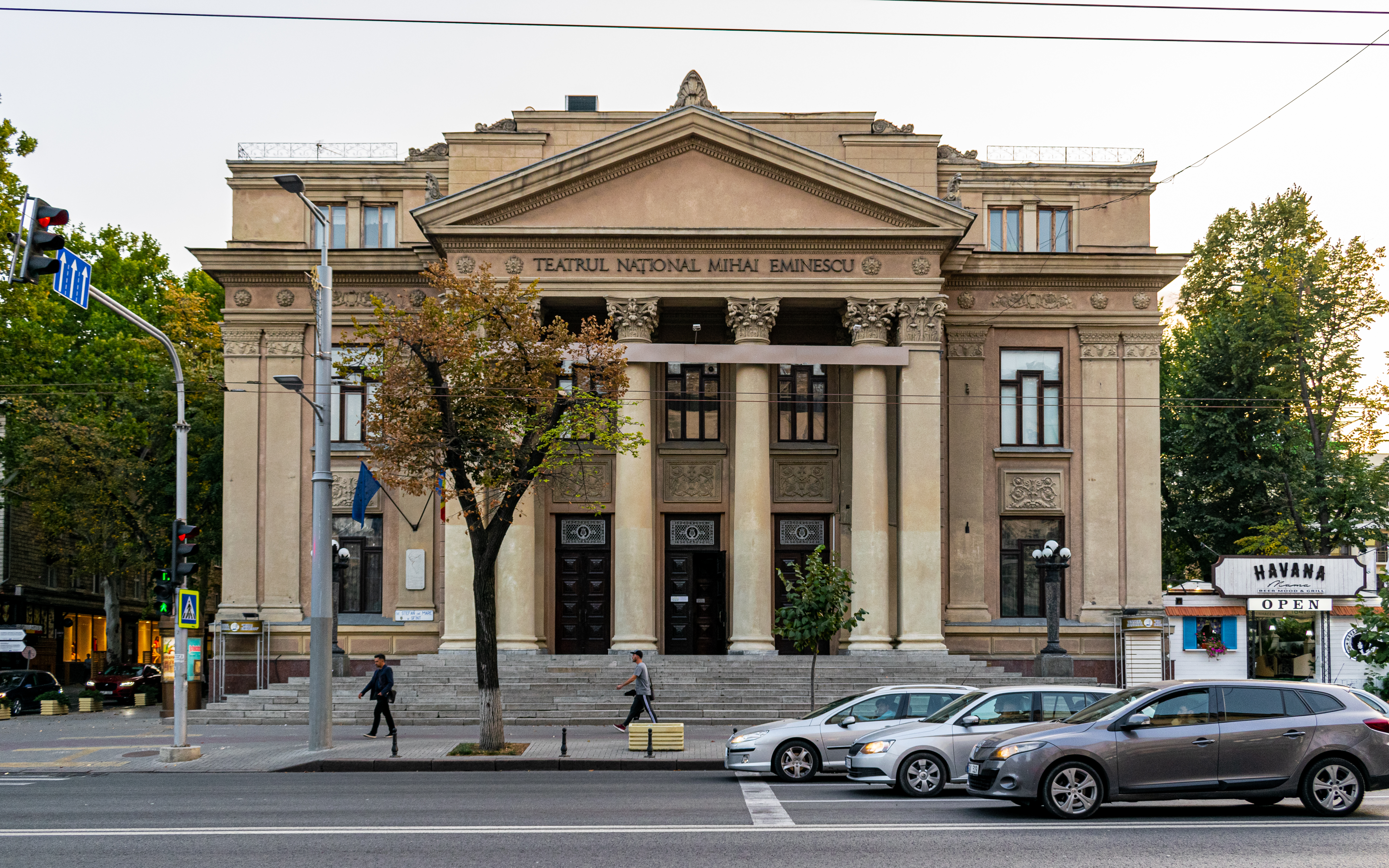
Національний Театр імені Міхая Емінеску

#### Національний театр імені Міхая Емінеску
Будівля театру була збудована в 1954 році (проспект Штефан чел Маре, 79; архітектори С. Галаджева, В. Смирнов та В. Александров). Це єдина будівля, збудована в радянський період у Кишиневі, внесена до Реєстру пам'яток історії та культури національного значення (за пропозицією Академії Наук Республіки Молдова). Спочатку в ньому працювали оперний та драматичний театри, об'єднані в одну трупу. Театр носив ім'я А. С. Пушкіна. З 1957 року музична частина трупи утворила Молдавський театр опери та балету і працювала в старій будівлі театру до будівництва нового у 1980 році. З 1994 року отримав ім'я класика румунської літератури Міхая Емінеску.

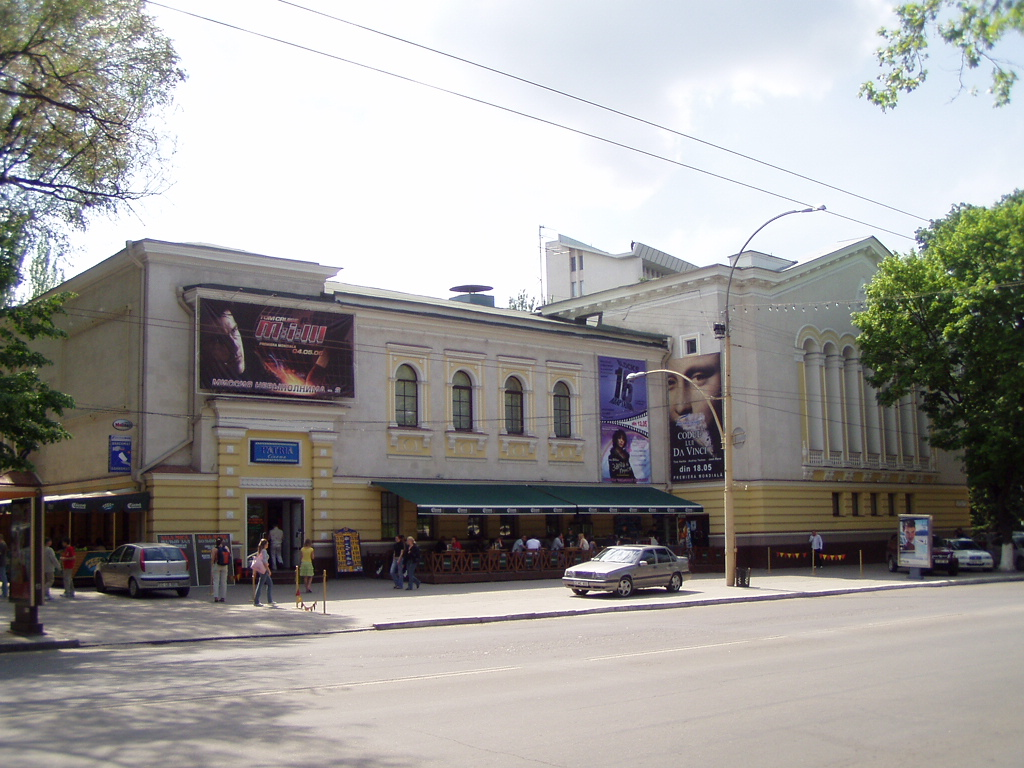
Кінотеатр «Патрія»

#### Кінотеатр «Патрія»
На місці нинішнього кінотеатру «Патрія» (проспект Штефан чел Маре, 103) у XIX столітті стояв Англійський клуб, будинок якого згорів у 1886 році. Після пожежі міська влада вирішила звести на місці клубу будинок для дворян. Будівлю проектував архітектор Генріх Лонський (Австрія). У 1888 році відкрилася будівля Благородних зборів. Воно було збудовано у класичному стилі з елементами бароко. У 1897 році саме в цьому будинку відбувся перший у Бессарабії показ фільму.
Будівля Благородних зборів, як і багато будинків у Кишиневі, була знищена під час Другої світової війни. Після війни неподалік зруйнованої будівлі відкрився дерев'яний кінотеатр, на його місці зараз розташовуються кілька кафе. 1952 року відкривається новий кінотеатр «Патрія».

### Парки

#### Парк Штефан чел Маре

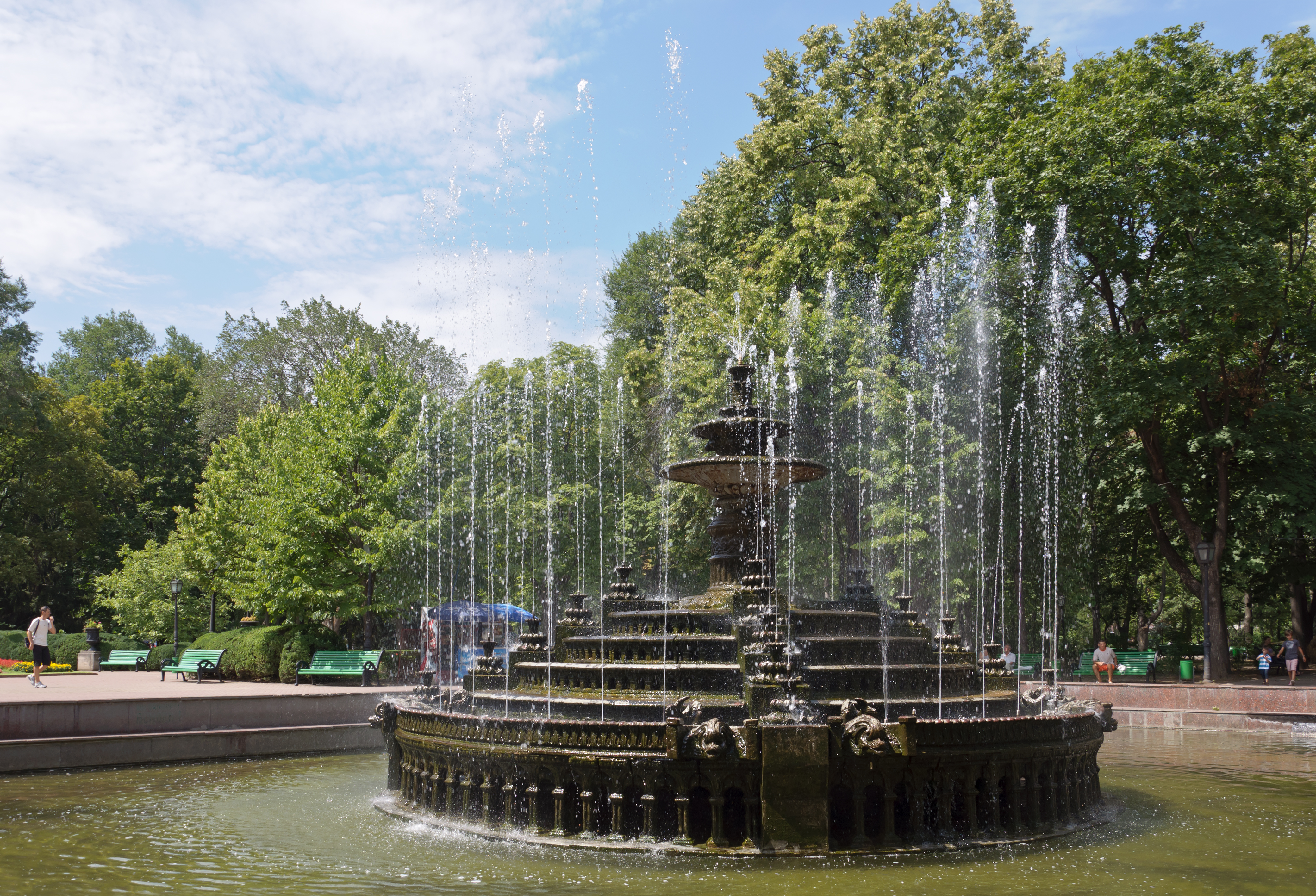
Парк Штефан чел Маре

Парк знаходиться у самому центрі міста. Був розбитий ще 1818 року з ініціативи дружини губернатора Бессарабії Олексія Бахметєва. Спочатку у відсутності назви і називався просто «Міський сад», хоча городяни неофіційно називали парк Александровским. У шістдесятих роках XIX століття був обнесений чавунною огорожею. У 1885 році в центрі парку на гранітній колоні встановлено бронзове погруддя російського поета Олександра Пушкіна (скульптор Олександр Опекушин). Саме біля цього парку стояв зруйнований румунами пам'ятник імператору Олександру I, а пізніше на його місці було поставлено пам'ятник Стефану Великому. У радянські часи парк носив назву «Парк імені А. С. Пушкіна», після розпаду СРСР отримав ім'я «Парк Штефан чел Маре». У парку чотири фонтани, до одного з них, центрального, сходяться променями всі його алеї. Площа парку — сім гектарів.

#### Сквер Кафедрального Собору

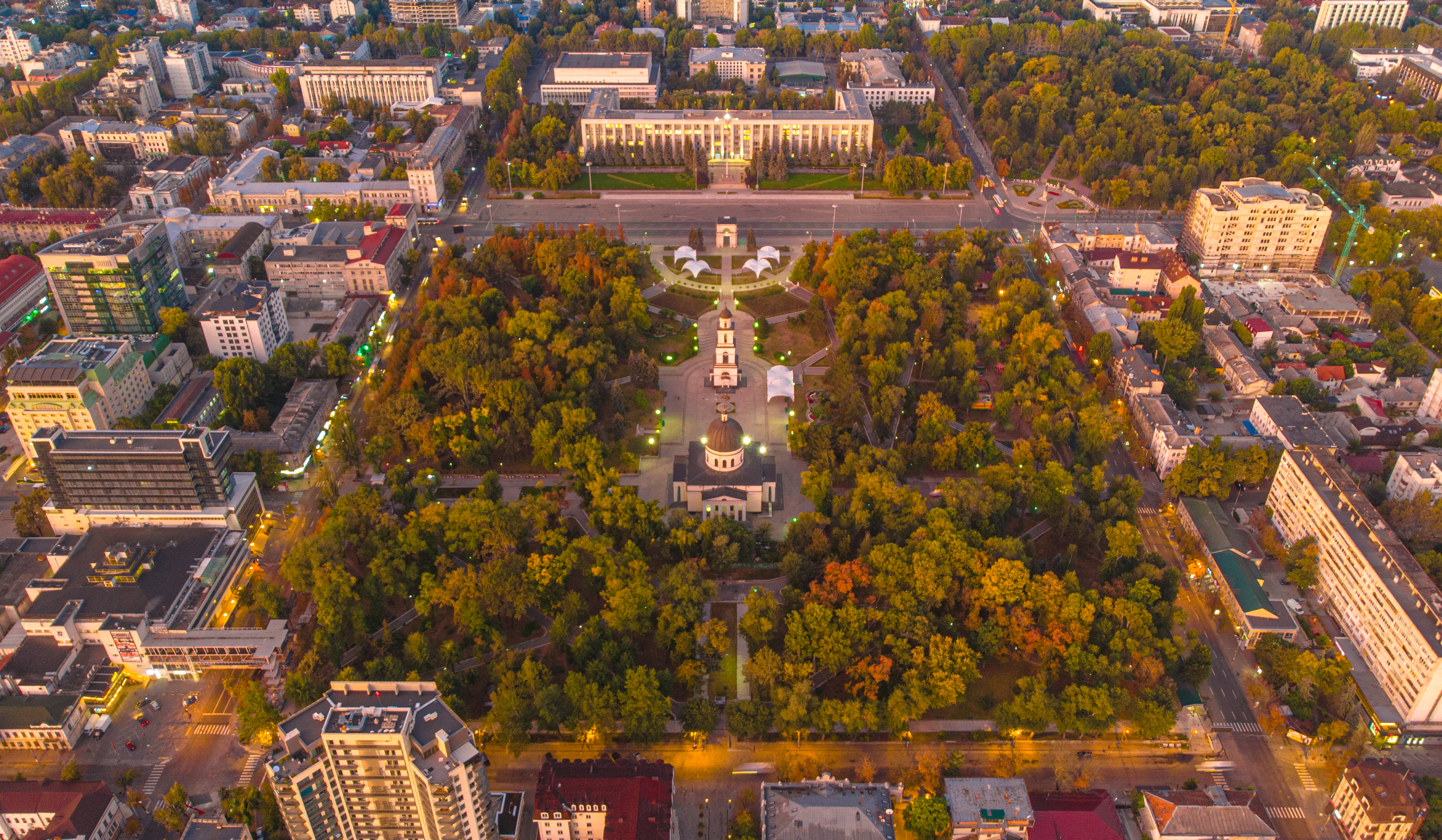
Сквер Кафедрального Собору

Розташований навпроти Будинку уряду Республіки Молдова, за Тріумфальною аркою. У центрі скверу знаходиться Кафедральний собор. Був закладений у 1836 році. Площа скверу — 9 гектарів. Сквер має вісім входів, від яких прямі доріжки сходяться до Кафедрального Собору.